# Paper Planes
«Paper Planes» —en español: «Aviones de papel»— es una canción de hip hop dance alternativo compuesta y producida por M.I.A., Diplo y Switch para el segundo álbum de M.I.A. Kala (2007). Su principal riff ha sido muestreado de la canción "Straight to Hell" interpretada por The Clash en su álbum Combat Rock.
Fue publicado como el tercer sencillo del álbum a principios de 2008, pero no comenzó a alcanzar el éxito comercial hasta junio de 2008 después de aparecer en un llamativo tráiler y su anuncio de televisión para la película Superfumados. En los Estados Unidos, alcanzó el número 4 del Billboard Hot 100 en donde obtuvo la certificación como triple disco de platino en ese país y en Canadá. Además la canción fue incluida en la película Slumdog Millionaire. El 3 de diciembre de 2008, la canción fue nominada a la mejor grabación del año en los premios Grammy de 2009.
Paper Planes ha sido utilizada en el video Introductorio del juego Far Cry 3.

## Lista de canciones
Digital 7digital EP
(Lanzado el 11 de febrero de 2008)
1. "Paper Planes"
2. "Paper Planes" (DFA Remix)
3. "Paper Planes" (Afrikan Boy & Rye Rye Remix)
4. "Paper Planes" (Diplo Street Remix feat. Bun B & Rich Boy)
5. "Paper Planes" (Scottie B Remix)
6. "Bamboo Banga" (DJ Eli Remix)

 Estados Unidos CD / Digital – iTunes EP

(Lanzado el 12 de febrero de 2008)
1. "Paper Planes" (featuring Afrikan Boy & Rye Rye) (Blaqstarr remix)
2. "Paper Planes" (remix for the children by Ad-Rock)
3. "Paper Planes" (featuring Bun B & Rich Boy) (Diplo Street Remix)
4. "Paper Planes" (DFA Remix)
5. "Paper Planes" (Scottie B Remix)

XL 12" Vinyl EP

(Lanzado el 24 de marzo de 2008)
1. "Paper Planes"
2. "Paper Planes" (DFA Remix)
3. "Paper Planes" (Afrikan Boy & Rye Rye Remix)
4. "Paper Planes" (Diplo Street Remix feat. Bun B & Rich Boy)
5. "Paper Planes" (Scottie B Remix)
6. "Bamboo Banga" (DJ Eli Remix)

 Reino Unido – CD
1. "Paper Planes"
2. "Paper Planes" (Diplo Street Remix feat. Bun B & Rich Boy)

 Reino Unido – 7-inch
1. "Paper Planes"
2. "Paper Planes" (DFA Remix)

Europe iTunes EP
1. "Paper Planes"
2. "Paper Planes" (DFA Remix)
3. "Paper Planes" (Diplo Street Remix) (feat. Bun B & Rich Boy)

## Posicionamiento en listas y certificaciones
| Lista (2008–12)                        | Mejor posición |
| -------------------------------------- | -------------- |
| Alemania (Media Control AG)            | 76             |
| Australia (ARIA Charts)                | 66             |
| Austria (Ö3 Austria Top 40)            | 51             |
| Bélgica (Flandes) (Ultratop 50)        | 18             |
| Canadá (Hot 100)                       | 7              |
| Dinamarca (Tracklisten)                | 18             |
| Estados Unidos (Billboard Hot 100)     | 4              |
| Estados Unidos (Pop Songs)             | 10             |
| Estados Unidos (Modern Rock Tracks)    | 12             |
| Estados Unidos (Hot R&B/Hip-Hop Songs) | 36             |
| Estados Unidos (Hot Rap Tracks)        | 6              |
| European Hot 100                       | 60             |
| Francia (SNEP)                         | 91             |
| Irlanda (IRMA)                         | 23             |
| Israel (Media Forest)                  | 5              |
| México (Top 100)                       | 85             |
| Países Bajos (Dutch Top 40)            | 28             |
| Reino Unido (UK Singles Chart)         | 19             |

| País           | Organismo certificador | Certificación | Ventas    | Ref.  |
| -------------- | ---------------------- | ------------- | --------- | ----- |
| Canadá         | Music Canada           | 3× Platino    | 120 000   | [ 4 ] |
| Estados Unidos | RIAA                   | 3× Platino    | 3 000 000 | [ 3 ] |